# Cercopithecus lowei
Cercopithecus lowei là một loài động vật có vú trong họ Cercopithecidae, bộ Linh trưởng. Loài này được Thomas mô tả năm 1923.

## Hình ảnh

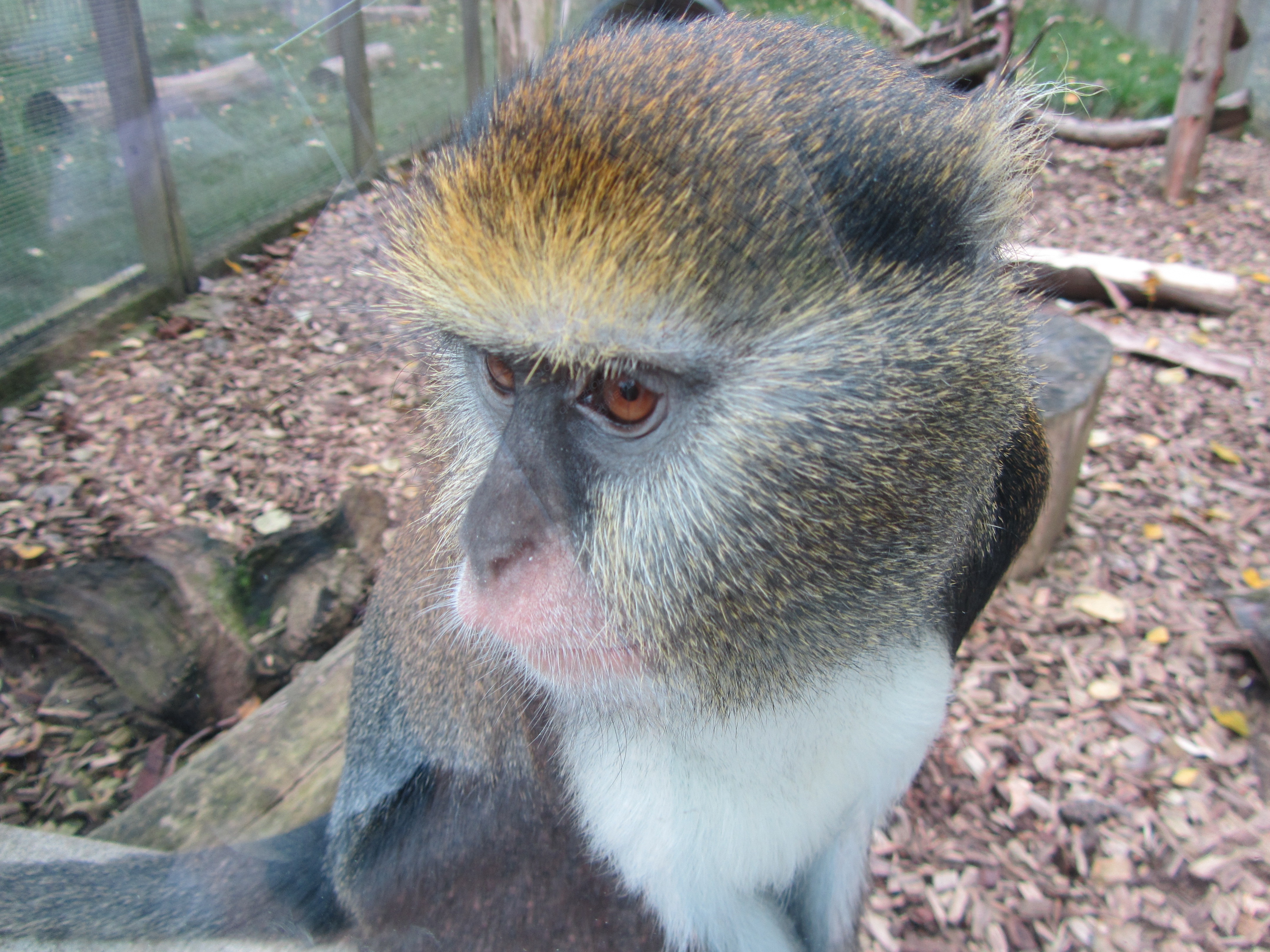
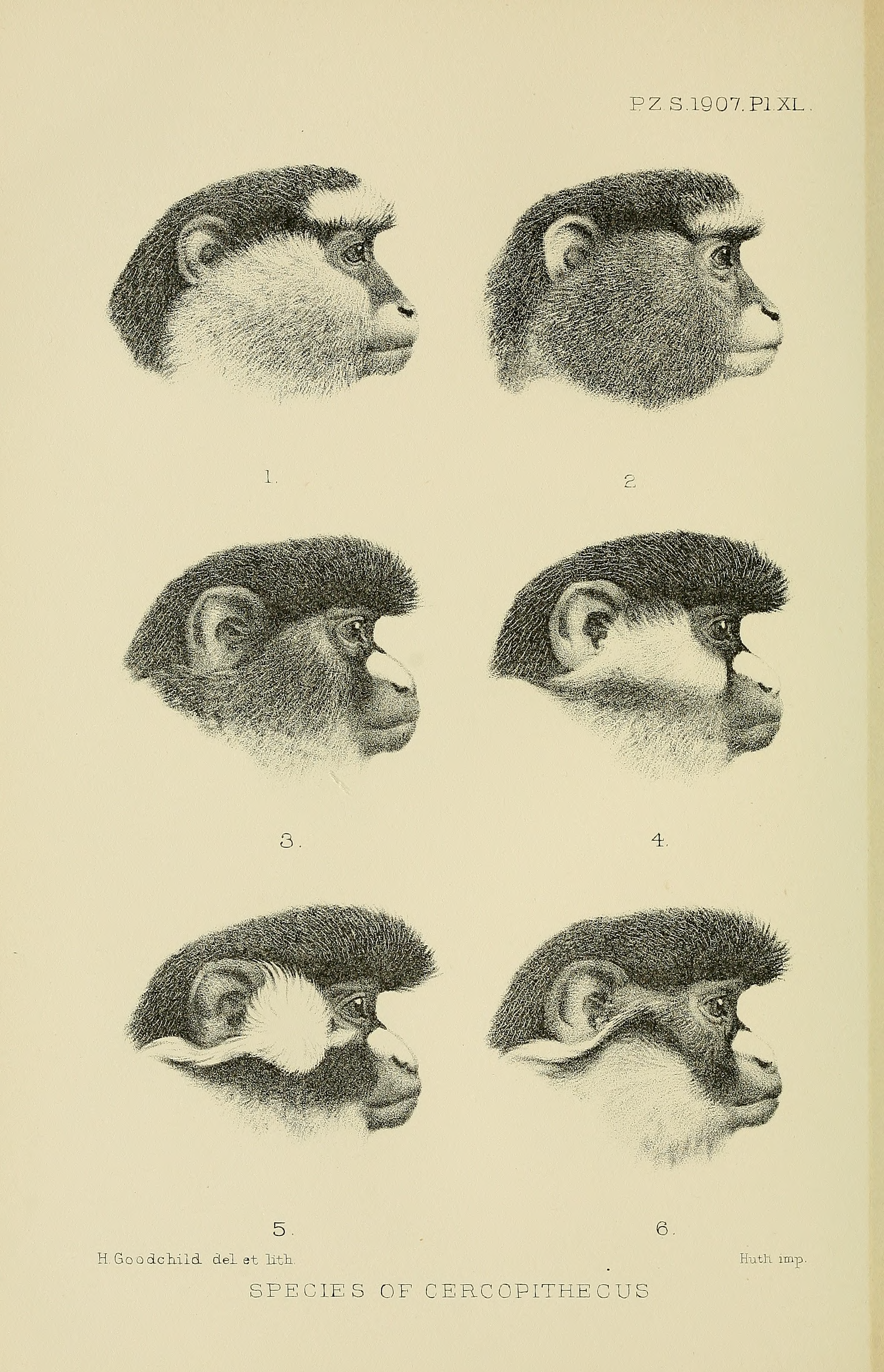